# Roland Jooris
Roland Jooris (Wetteren, 22 juli 1936) is een Vlaams dichter. Hij was tot april 2005 conservator van het Roger Raveelmuseum in Machelen, in welke functie hij werd opgevolgd door Piet Coessens.

## Loopbaan
Jooris debuteerde in 1956 in post-experimentele stijl met de bundel Gitaar. Ook Bluebird uit 1957 lag in dezelfde lijn. Daarna volgde er een tienjarige rustperiode. Hij verdiepte zich in die periode in de hedendaagse beeldende kunst, zoals pop art, colourfield painting en vooral het werk van Roger Raveel, Raoul De Keyser, Lucassen, Elias en tijdgenoten. Over zijn vrienden-schilders zou hij later de essays Raoul De Keyser (1972) en Raveel en Beervelde (1978) publiceren. In 1967 exposeerde hij te Gent een doos met teksten die hij samen met Raoul De Keyser en Antoon De Clerck had vervaardigd: Een verpakte gedachte. Twee jaar later werd hij door toedoen van Daniël Van Ryssel redacteur van Yang. Zijn volgende bundel, Een komsumptief landschap (1969) verscheen als vierde nummer in de pas opgerichte Yang Poëziereeks. Jooris ging van dan af met poëzie en beschouwingen over plastische kunst meewerken aan de tijdschriften Kreatief en Revolver. De bundels Laarne (1971) en Het museum van de zomer (1974) verschenen eveneens in de Yang Poëziereeks. Ondertussen had hij in 1972 het bundeltje More is less uitgegeven, waarin naast poëzie ook zeefdrukken van Raoul De Keyser waren opgenomen. In 1977 verscheen Bladstil (in 1981 bekroond met de Interprovinciale Prijs) en in 1978 de verzamelbundel Gedichten 1958-1978. In 1976 werd aan Roland Jooris de tweejaarlijks poëzieprijs van De Vlaamse Gids toegekend. Zijn verzamelbundel werd in 1979 bekroond met de Nederlandse Jan Campert-prijs.

## Prijzen
- 1976 - De Vlaamse Gids
- 1979 - Jan Campert-prijs voor Gedichten 1958-1978
- 1981 - Interprovinciale Prijs voor Bladstil
- 1992 - Prijs van de Vlaamse Poëziedagen voor de bundel Uithoek (1991)
- 1996 - Prijs voor Letterkunde van de Vlaamse Provincies 1996 voor essay, verschenen tijdens de periode 1992-1995, toegekend aan Geschilderd of geschreven
- 2001 - Driejaarlijkse Prijs van de Vlaamse Gemeenschap voor Poëzie voor Gekras (2001)
- 2017 - Genomineerd voor Herman de Coninckprijs voor Bladgrond (2016)

## Muziek
- Vier van zijn gedichten waaronder Lijnen zijn op muziek gezet door de componiste Helena Tulve.

- Bibliothèque nationale de France: cb13554953h (data)
- Digitale Bibliotheek voor de Nederlandse Letteren: joor001
- Gemeinsame Normdatei: 172171873
- International Standard Name Identifier: 0000 0000 2540 4838
- Library of Congress Control Number: n79034451
- MusicBrainz: aa5276cc-f07e-4154-ae6d-1cda7f9a9a41
- Nederlandse Thesaurus van Auteursnamen: 072561122
- RKD-Nederlands Instituut voor Kunstgeschiedenis: 42843
- Système universitaire de documentation: 235929441
- Virtual International Authority File: 61711070
- WorldCat: E39PBJrryKtwfGqwB7DjQMxMT3